# Michael Guldhammer
Michael Guldhammer (* 14. Dezember 1961 in Vejle) ist ein ehemaliger dänischer Radrennfahrer und nationaler Meister im Radsport.

## Sportliche Laufbahn
Er begann 1971 mit dem Radsport, als er von seinem Vater, der ihn zum Sport animieren wollte, in einem Radsportverein angemeldet wurde. Guldhammer wurde 1989, nachdem er im Jahr zuvor bereits Vize-Meister geworden war, dänischer Meister im Straßenrennen der Amateure. In den folgenden drei Jahren stand er jeweils auf dem Podium bei den Meisterschaften im Einzelzeitfahren, ohne allerdings den Titel zu gewinnen. Angebote, Berufsfahrer zu werden, schlug er aus, er wollte weiterhin in seinem Beruf tätig sein und Radrennen fahren. Guldhammer startete für den Verein Vejle CK. 1989 gewann er das traditionsreiche Roskilde-Rennen. 2010 gründete er ein Radsportteam und wurde der Sportmanager des Team TreFor.

## Berufliches
Guldhammer absolvierte eine Ausbildung zum Zimmerer. Er war nach seiner Laufbahn als Hausmeister einer Berufsschule tätig.

## Familiäres
Seine beiden Söhne Rasmus und Thomas wurden ebenfalls Radsportler. Gemeinsam starteten Michael und sie auch noch eine Zeit lang bei Rennen der dänischen A-Klasse.